# Banisteriopsis hirsuta
Banisteriopsis hirsuta är en tvåhjärtbladig växtart som beskrevs av B. Gates. Banisteriopsis hirsuta ingår i släktet Banisteriopsis och familjen Malpighiaceae. Inga underarter finns listade i Catalogue of Life.